# Посмітюха довгодзьоба
Посмітюха довгодзьоба (Galerida macrorhyncha) — вид горобцеподібних птахів родини жайворонкових (Alaudidae). Мешкає в регіоні Магрибу на північному сході Африки. Раніше вважався конспецифічним зі звичайною посмітюхою, однак був визнаний окремим видом у 2009 році. Молекулярно-генетичне дослідження показало, що ці два види розділилися 1,9 мільйонів років тому.

## Опис
Довжина птаха становить 17-18 см. Виду не притаманний статевий диморфізм. Верхня частина тіла охриста або піщано-коричнева, легко поцяткована світлими рудувато-коричневими або оливково-коричневими смугами. Нижня частина тіла кремово-охриста, на верхній частині грудей вузькі сірі смужки. Дзьоб відносно великий.

## Підвиди
Виділяють два підвиди:
- G. m. randonii (Reichenow, 1910) — Верхнє плато[en] на сході Марокко (на схід від річки Мулуя) і на північному заході Алжиру;
- G. m. macrorhyncha (Hartlaub, 1887) — від південного Марокко і західного Алжиру вздовж схилів Сахарського Атласа на південь до Мавританії.

## Поширення і екологія
Довгодзьобі посмітюхи мешкають в Марокко, Алжирі, Мавританії і Західній Сахарі. Вони живуть в напівпустелях і сухих степах. Живляться насінням і безхребетними.